# Jeziorko (województwo podlaskie)
Jeziorko – wieś w Polsce położona w województwie podlaskim, w powiecie łomżyńskim, w gminie Piątnica.
| SIMC    | Nazwa         | Rodzaj    |
| ------- | ------------- | --------- |
| 0403614 | Nowe Jeziorko | część wsi |

Wierni kościoła rzymskokatolickiego należą do parafii Przemienienia Pańskiego w Piątnicy.

## Historia
Dawniej prywatna wieś szlachecka położona była w drugiej połowie XVI wieku w powiecie wiskim ziemi wiskiej województwa mazowieckiego. 
W latach 1921–1939 wieś i folwark leżał w województwie białostockim, w powiecie łomżyńskim, w gminie Drozdowo.
Według Powszechnego Spisu Ludności z 1921 roku zamieszkiwało:
- wieś – 357 osób w 36 budynkach mieszkalnych.
- folwark – 173 osoby, 167 było wyznania rzymskokatolickiego, 4 prawosławnego a 2 ewangelickiego. Jednocześnie wszyscy mieszkańcy zadeklarowali polską przynależność narodową. Było tu 21 budynków mieszkalnych[8]

Miejscowości należały do parafii rzymskokatolickiej w Piątnicy. Podlegała pod Sąd Grodzki i Okręgowy w Łomży; właściwy urząd pocztowy mieścił się w Łomży.
W wyniku napaści ZSRR na Polskę we wrześniu 1939 miejscowość znalazła się pod okupacją sowiecką. Od czerwca 1941 roku pod okupacją niemiecką. Od 22 lipca 1941 do 1945 włączona w skład Landkreis Lomscha, Bezirk Bialystok III Rzeszy. Ofiary zbrodni hitlerowskich pochowano na cmentarzu leśnym w Jeziorku.
Do 1954 roku miejscowość należała do gminy Drozdowo. W latach 1954–1971 wieś należała i była siedzibą władz gromady Jeziorko, po jej zniesieniu w gromadzie Piątnica Poduchowna. 18 sierpnia 1945 roku została wyłączona z woj. warszawskiego i przyłączona z powrotem do woj. białostockiego. W latach 1975–1998 miejscowość administracyjnie należała do województwa łomżyńskiego.
W 2007 r. w Jeziorku ufundowano tablicę upamiętniającą Stanisława Marchewkę.